# Gebrochenes Ideal
Der Begriff gebrochenes Ideal ist eine Verallgemeinerung des Idealbegriffes aus dem mathematischen Teilgebiet der Algebra, die insbesondere in der algebraischen Zahlentheorie eine wichtige Rolle spielt. In gewisser Weise ist der Übergang von gewöhnlichen zu gebrochenen Idealen analog zum Verhältnis zwischen ganzen und rationalen Zahlen.
Dieser Artikel beschäftigt sich mit kommutativer Algebra. Insbesondere sind alle betrachteten Ringe kommutativ und haben ein Einselement. Für weitere Details siehe Kommutative Algebra.

## Definition
Es sei {\displaystyle A} ein noetherscher Integritätsring und {\displaystyle K} sein Quotientenkörper.
Ein gebrochenes Ideal zu {\displaystyle A} ist ein endlich erzeugter {\displaystyle A}-Untermodul von {\displaystyle K}. Teilweise wird auch verlangt, dass dieser nicht nur die Null enthält. Verzichtet man auf diese Zusatzbedingung, so gilt die Aussage, dass jedes (ganze) Ideal insbesondere auch ein gebrochenes Ideal ist.
Ein gebrochenes Ideal {\displaystyle {\mathfrak {a}}} heißt eigentlich, wenn der Ring
{\displaystyle \mathrm {End} \,{\mathfrak {a}}=\{x\in K\mid x{\mathfrak {a}}\subseteq {\mathfrak {a}}\}}
gleich {\displaystyle A} ist. (Es gilt stets {\displaystyle A\subseteq \mathrm {End} \,{\mathfrak {a}}.})
Zu einem gebrochenen Ideal {\displaystyle {\mathfrak {a}}} ist das inverse Ideal {\displaystyle {\mathfrak {a}}^{-1}} definiert als
{\displaystyle {\mathfrak {a}}^{-1}=\{x\in K\mid x{\mathfrak {a}}\subseteq A\}.}
Es ist ein gebrochenes Ideal. Es gilt stets
{\displaystyle {\mathfrak {a}}{\mathfrak {a}}^{-1}\subseteq A.}
Gilt Gleichheit, so heißt {\displaystyle {\mathfrak {a}}} invertierbar, und es ist
{\displaystyle {\mathfrak {a}}=({\mathfrak {a}}^{-1})^{-1}.}
Jedes gebrochene Hauptideal
{\displaystyle (a)=A\cdot a=\{x\cdot a\mid x\in A\}}
für {\displaystyle a\in K^{\times }} ist ein invertierbares gebrochenes Ideal. Das inverse Ideal ist {\displaystyle (a^{-1}).}

## Eigenschaften
- Ein gebrochenes Ideal ist genau dann invertierbar, wenn es ein projektiver {\displaystyle A}-Modul ist.
- Jedes invertierbare Ideal ist eigentlich.
- {\displaystyle \mathrm {End} \,{\mathfrak {a}}} ist eine endliche Ringerweiterung von {\displaystyle A}. Ist also {\displaystyle A} ganzabgeschlossen, so ist jedes gebrochene Ideal eigentlich.
- Die invertierbaren gebrochenen Ideale bilden eine Gruppe; ihr Quotient nach der Untergruppe der gebrochenen Hauptideale ist die Idealklassengruppe oder Picardgruppe {\displaystyle \mathrm {Pic} \,A} von {\displaystyle A} (nach Charles Emile Picard).

## Beispiele
- Das Ideal

{\displaystyle {\mathfrak {a}}=(2,1+{\sqrt {5}})\subseteq \mathbb {Z} [{\sqrt {5}}]}
ist nicht eigentlich, denn
{\displaystyle \mathrm {End} \,{\mathfrak {a}}=\mathbb {Z} \!\left[{\frac {1+{\sqrt {5}}}{2}}\right].}